# Epinephelus quinquefasciatus
Epinephelus quinquefasciatus, thường được gọi là cá mú Goliath Thái Bình Dương, là một loài cá biển thuộc chi Epinephelus trong họ Cá mú. Loài này được mô tả lần đầu tiên vào năm 1868. E. quinquefasciatus trước đây được xem là loài Epinephelus itajara, vốn chỉ có mặt ở Đại Tây Dương.

## Phân bố và môi trường sống
E. quinquefasciatus có phạm vi phân bố rộng khắp Đông Thái Bình Dương. Loài này được tìm thấy xung quanh bán đảo Baja California và vịnh California, men dọc theo bờ biển Trung Mỹ và Nam Mỹ đến Peru, bao gồm các quần đảo ngoài khơi là đảo Cocos, quần đảo Revillagigedo và đảo Malpelo. Cá trưởng thành sống xung quanh các rạn san hô và các bãi đá ngầm ở độ sâu khoảng từ 100 m trở lại; cá con sống ở vùng nước nông hơn, trong các vịnh, rừng ngập mặn, đầm phá và cửa biển.

## Mô tả

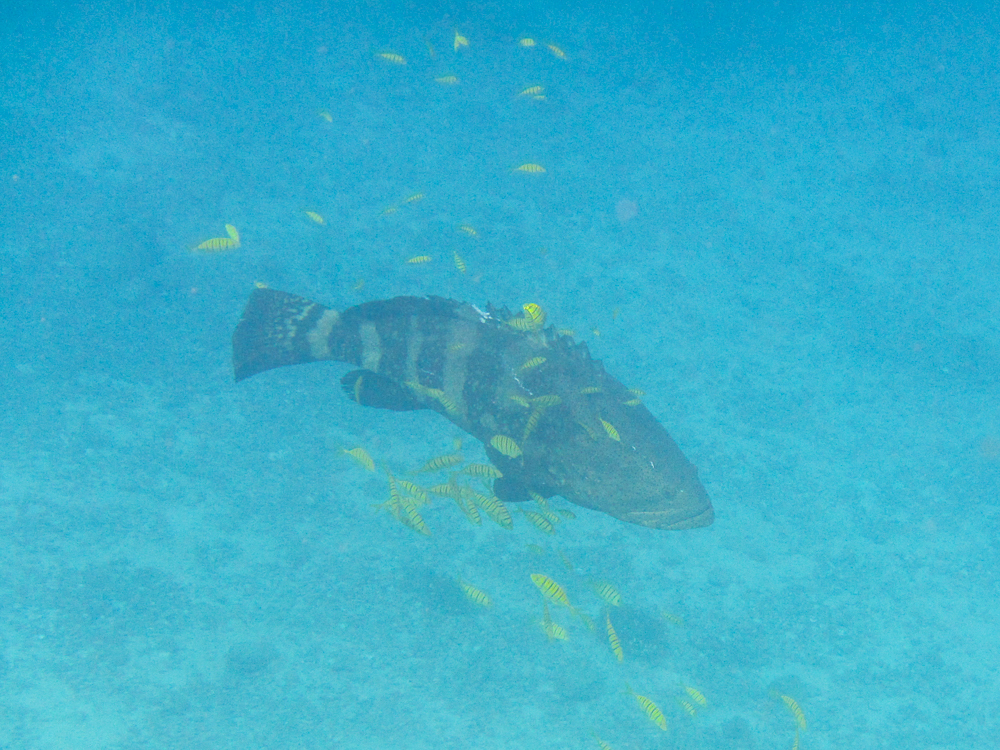
Pacific goliath grouper Coiba N.P. Isla Cocos Sur, Panama

E. quinquefasciatus trưởng thành có chiều dài cơ thể lớn nhất được ghi nhận là khoảng 250 cm và có trọng lượng khoảng 320 kg. Đây là loài cá rạn san hô có xương sống lớn nhất ở vùng biển nhiệt đới phía đông Thái Bình Dương. Thân thuôn dài, hình bầu dục. Cơ thể cá trưởng thành có màu lục xám hoặc xám nhạt với các chấm màu nâu đen, cũng như các mảng đốm trắng phủ khắp đầu và thân, kể cả trên các vây. Cá đang phát triển (< 100 cm) có màu xanh lục đến nâu nhạt với các dải sọc màu nâu sẫm. Cá con có nhiều đốm đen lớn trên khắp cơ thể và vây; các dải màu đen kéo dài lên vây lưng và vây hậu môn.
Số gai ở vây lưng: 11; Số tia vây mềm ở vây lưng: 15 - 16; Số gai ở vây hậu môn: 3; Số tia vây mềm ở vây hậu môn: 8; Số tia vây mềm ở vây ngực: 19.
Thức ăn của E. quinquefasciatus là các loài cá nhỏ hơn, động vật thân mềm và động vật giáp xác. Chúng được đánh bắt trong nghề cá và câu cá giải trí. 